# Раголи
Раголи (итал. Ragoli) је насеље у Италији у округу Тренто, региону Трентино-Јужни Тирол.
Према процени из 2011. у насељу је живело 425 становника. Насеље се налази на надморској висини од 559 м.

## Становништво
Према резултатима пописа становништва 2011. у општини је живело 760 становника.
| 1931. | 1936. | 1951. | 1961. | 1971. | 1981. | 1991. | 2001. | 2011. |
| ----- | ----- | ----- | ----- | ----- | ----- | ----- | ----- | ----- |
| 869   | 671   | 723   | 734   | 784   | 778   | 749   | 766   | 760   |